# Rozemarijn Alderden
Rozemarijn Alderden (De Kwakel, 30 maart 2004) is een Nederlandse handbalster die uitkomt voor het Duitse TSV Bayer 04 Leverkusen.

## Biografie

### Clubcarrière
Alderden begon met handballen bij KDO Handbal in haar vroegere woonplaats De Kwakel. Na een paar jaar krijgt ze kans om de overstap te maken naar HV Aalsmeer. Na drie jaar voor deze club te hebben gehandbald, stapte Alderden over naar eredivisionist VOC Amsterdam. Hier maakte ze in eerste instantie deel uit van het tweede team. Tijdens het Jan Stammes Toernooi mocht Alderden voor het eerst meedoen met de A-jeugd van VOC Amsterdam. Alderen handbalt drie jaar in Amsterdam alvorens ze overstapte naar het Duitse TSV Bayer 04 Leverkusen. In een wedstrijd tegen HSG Blomberg-Lippe wist ze zeven keer tot scoren te komen. In maart 2025 werd bekend dat Alderden na het seizoen overstapt naar HC Rödertal, eveneens een Duitse handbalploeg.

### Interlandcarrière
Als speelster van Jong Oranje kwam Alderden uit op meerdere EK's en WK's. In 2024 werd ze als gevolg van een verjonging voor het eerst opgeroepen voor het Nederlands handbalteam. Daarnaast werd Alderden opgenomen in de voorselectie voor het EK 2024.